# 陳易舜
陳易舜（英語：Eason Chan Yik-shun，1996年7月29日—），香港民主派人士、共和主義者，前香港觀塘區議會平田選區議員。他出生於英屬香港，在觀塘區長大。為香港中文大學學生會第十九屆校園電台編輯委員會「烽聲」台長，大學時期就讀香港中文大學政治與行政學系，畢業後無縫接軌擔任觀塘區平田選區議員。

## 簡歷
陳易舜出生在藍田的家庭，在五個兄弟姊妹中排行第五，而父母皆是支持民主派，因此他從少便養成常與家人討論政治的習慣。他在報讀大學亦是選擇了中大的「政治與行政」系。
陳易舜已於2020年從中大畢業，2019年7月因反送中浪潮下空降藍田的平田展開地區工作，並著手跟進多項社區議題，包括衛生情況、長者服務等，並炮轟時任區議員、中旅社副主席姚柏良極少出現在社區，區議會會議出席率亦非常低迷，但因有國家機器的支持，才能在本區紮根。陳易舜期望當選後會減少區內的大白象工程，如造價5,000萬的音樂噴泉，致力將金錢運用在能真正幫助市民的地方。。

## 參政

### 2019年香港區議會選舉
2019年11月24日區議會選舉，陳易舜獲得4,490票當選，得票率為53%；其競選對手姚柏良得票為4,012票，得票率為47%。該選區登記選民人數為12,035人，投票人數為8,502人，投票率為70.6%。
陳易舜一舉擊敗曾經兩度連任、由建制派創建力量支持、任職中旅社高層的姚柏良，成功當選，並剛好在畢業後直接出任區議員工作。
2020年12月7日，陳易舜因參與11月香港中文大學遊行而遭香港国安处警方拘捕。
2021年7月8日，因應政府計劃追討協助民主派初選區議員的酬金津貼傳聞所帶動的區議員辭職潮中，陳易舜宣佈辭去區議員職務。

## 外部連結
- 陳易舜的Facebook專頁

| 議會席位      | 議會席位                                              | 議會席位    |
| ------------- | ----------------------------------------------------- | ----------- |
| 前任： 姚柏良 | 觀塘區議會 平田選區區議員 2020年1月1日－2021年7月11日 | 繼任： 懸空 |